# Oppendorf (Stemwede)
Oppendorf ist ein Ortsteil der Gemeinde Stemwede im nordrhein-westfälischen Kreis Minden-Lübbecke. Hier leben etwa 730 Menschen.
Oppendorf ist ein überwiegend von der Landwirtschaft bestimmter Ort mit geschlossenem Ortskern am Ostrand des Stemweder Berges und grenzt unmittelbar an die niedersächsische Gemeinde Brockum. Nach dem Wiehengebirge ist der Stemweder Berg mit 181 m ü. NN die letzte größere Erhebung vor der Norddeutschen Tiefebene.
Die Ortschaft war Preisträger im Wettbewerb Unser Dorf soll schöner werden.

## Geschichte
Es gibt keine sicheren Erkenntnisse über die erste Besiedelung am Stemweder Berg. Schon frühzeitig wird in Diepholzer und Mindener Urkunden das „Land Stemwede“ mit den einzelnen Orten rund um den Stemweder Berg erwähnt, einschließlich der jetzt zu Niedersachsen gehörenden Dörfer Brockum, Burlage und Lemförde.
Am 26. Februar 1259 erfolgte die erste urkundliche Erwähnung. Bis zur Franzosenzeit gehörte Oppendorf zur Vogtei Stemwederberg im Amt Rahden des Fürstentums Minden. 1816 kam der Ort  zum neuen Kreis Rahden, aus dem 1832 der Kreis Lübbecke wurde. Bis zum 31. Dezember 1972 bildete Oppendorf eine Gemeinde im Amt Wehdem bzw. seit 1936 im Amt Dielingen-Wehdem des Kreises Lübbecke.
Am 16. Dezember 1943 stürzte in Oppendorf ein mit einer 1800 kg schweren Sprengbombe und vielen Brandbomben beladener britischer Bomber ab. 19 Gehöfte wurden zerstört, und acht Menschen fanden den Tod. Eine Bronzetafel mit den Namen aller Opfer der Katastrophe befindet sich an der Kreuzung Oppendorfer Straße / Am Hunneort.
Am 1. Januar 1973 wurde Oppendorf aufgrund des Bielefeld-Gesetzes zusammen mit zwölf weiteren Gemeinden zur neuen Gemeinde Stemwede zusammengefasst. Dies entsprach nicht dem Wunsch des damaligen Gemeinderates, der einen Anschluss an die Stadt Rahden favorisierte.
Die seit 1961 vergebene Postleitzahl 4991 für Oppendorf und den nordwestlichen Teil der Gemeinde Stemwede wurde zunächst 1973, wie auch für die 12 restlichen Gemeinden, die gemeinsame Postleitzahl 4995 vergeben, die letztendlich am 1. Juli 1993 durch die neue fünfstellige Postleitzahl 32351 für die gesamte Gemeinde Stemwede ersetzt wurde.

## Einrichtungen
In Oppendorf, Ortsteil Mühlheide, befindet sich das Deutsche Windkraftmuseum, die nach eigenen Angaben weltweit größte Sammlung von Windkraftanlagen.

## Verkehr
Die nächsten Anschlussstellen sind Melle-Ost und Kirchlengern an der A 30 sowie der Übergang in die B 51 / B 65 an der A 33.
Der nächstgelegene Bahnhof Lemförde liegt an der Bahnstrecke Bremen – Osnabrück.